# Liège-Bastogne-Liège 2011
97. edycja wyścigu kolarskiego Liège-Bastogne-Liège odbyła się w dniu 24 kwietnia 2011 roku i liczyła 255,5 km. Start wyścigu miał miejsce w Liège, a meta została umiejscowiona w Ans. Wyścig ten znajdował się w rankingu światowym UCI World Tour 2011.
Zwyciężył po raz pierwszy w tym wyścigu Belg Philippe Gilbert z grupy Omega Pharma-Lotto, dla którego był to trzeci z kolei triumf w wyścigu rangi World Tour. Drugi był kolarz Luksemburga Fränk Schleck, a trzeci jego brat Andy.
W wyścigu wystartowali dwaj polscy zawodnicy: Maciej Paterski z Liquigas-Cannondale, który zajął 79 miejsce, natomiast Rafał Majka z Saxo Bank Sungard nie ukończył wyścigu.

## Uczestnicy
Na starcie wyścigu stanęło 25 ekip. Wśród nich znalazło się wszystkie osiemnaście ekip UCI World Tour 2011 oraz siedem innych zaproszonych przez organizatorów. 
Lista drużyn uczestniczących w wyścigu:
| Numery  | Kod | Drużyna                 |
| ------- | --- | ----------------------- |
| 1-8     | AST | Pro Team Astana         |
| 11-18   | KAT | Team Katusha            |
| 21-29   | MOV | Team Movistar           |
| 31-38   | RSH | Team RadioShack         |
| 41-48   | THR | HTC - Highroad          |
| 51-58   | RAB | Rabobank                |
| 61-68   | GRM | Garmin-Cervelo          |
| 71-78   | LEO | Team Leopard-Trek       |
| 81-88   | BMC | BMC Racing Team         |
| 91-98   | SKY | Procycling Sky          |
| 101-108 | OLO | Omega Pharma-Lotto      |
| 111-119 | LAM | Lampre ISD              |
| 121-128 | QST | Quick Step Cicling Team |

| Numery  | Kod | Drużyna                      |
| ------- | --- | ---------------------------- |
| 131-138 | SBS | Saxo Bank Sungard            |
| 141-148 | LIQ | Liquigas-Cannondale          |
| 151-159 | EUS | Euskaltel-Euskadi            |
| 161-168 | ALM | AG2R-La Mondiale             |
| 171-178 | VCD | Vacansoleil-DCM              |
| 181-188 | COF | Cofidis                      |
| 191-198 | SKS | Skil-Shimano                 |
| 201-208 | FDJ | FDJ                          |
| 211-218 | LAN | Landbouwkrediet              |
| 221-229 | SAU | Saur-Sojasun                 |
| 231-238 | VRW | Verandas Willems-Accent      |
| 241-248 | TPV | Topsport Vlaanderen-Mercator |

## Klasyfikacja generalna
| M-ce | Imię i nazwisko      | Kraj       | Drużyna             | Czas        |
| ---- | -------------------- | ---------- | ------------------- | ----------- |
| 1.   | Philippe Gilbert     | Belgia     | Omega Pharma-Lotto  | 6h 13' 18 „ |
| 2.   | Fränk Schleck        | Luksemburg | Team Leopard-Trek   | + 0"        |
| 3.   | Andy Schleck         | Luksemburg | Team Leopard-Trek   | + 0"        |
| 4.   | Roman Kreuziger      | Czechy     | Pro Team Astana     | + 24"       |
| 5.   | Rigoberto Urán       | Kolumbia   | Procycling Sky      | + 24"       |
| 6.   | Chris Anker Sørensen | Dania      | Saxo Bank Sungard   | + 24"       |
| 7.   | Greg Van Avermaet    | Belgia     | BMC Racing Team     | + 27"       |
| 8.   | Vincenzo Nibali      | Włochy     | Liquigas-Cannondale | + 29"       |
| 9.   | Björn Leukemans      | Belgia     | Vacansoleil-DCM     | + 39"       |
| 10.  | Samuel Sánchez       | Hiszpania  | Euskaltel-Euskadi   | + 39"       |